# 1996年東菱電子關廠抗爭事件
東菱電子公司關廠後由於欠薪、退休金與資遣費問題，導致150名員工於1996年12月起成立自救會，駐廠抗爭。該抗爭持續至2005年8月為止，持續了9年5個月又17天。

## 事件背景
東菱電子公司設廠於臺北縣新莊市，於1996年2月關廠，於關廠時積欠員工6個月薪資，工會無所作為，老闆避不見面，導致員工的退休金與資遣費問題都求助無門。東菱員工在台北縣產業總工會的協助下，在關廠將近一年後的1996年12月再集結150餘人成立自救會抗爭。
此前工廠的土地已被老闆抵押給華南銀行，貸款20億，面臨被法院拍賣的窘境。由於廠內一名班長的戶籍設於廠內，加上大批自救會會員也將戶籍遷入，以廠為家進行抗爭，導致工廠拍定後無法點交，經過七次拍賣皆流標。

## 抗爭方式
- 自救會曾在當時勞委會主委謝深山參選台北縣長時，進行反輔選行動。
- 前往老闆的老家苗栗縣卓蘭鎮舉辦「頭家麥落跑．尋人啟事」大遊行。
- 自救會擺起「勞工檳榔攤」，並利用廠房內閒置的空地，以出租停車場或種菜等方式籌措經費。
- 1996年12月27日，與福昌紡織、聯福製衣、東洋針織等數家關廠失業勞工組成的「全國關廠工人連線」夜宿勞委會，抗議國家法令無法保障勞工權益，並要求限期解決惡性關廠問題。並於12月28日上午赴國家發展會議閉幕典禮會場，抗議國家發展會議枉顧失業工人困境。
- 1997年5月，在勞委會前展開28小時的絕食抗議，藉此表達對政府無能的不滿。勞委會主委許介圭出面安撫，並於數日後召開公聽會，催生了「關廠歇業失業勞工創業貸款」和「關廠歇業失業勞工再就業補助」等關廠相關法令。

## 點交
2005年，原廠房和土地又再次落為拍賣會場上的標地物，在自救會不知情的狀況下被以3億7千萬元標走。8月17日，板橋地方法院在500名警力和3輛怪手隨行下執行點交，30多名自救會會員頭綁白布條、口喊「保衛家園」與警方發生正面衝突；此外，紅磚工作隊、全國自主勞工聯盟、工人立法行動委員會、勞動人權協會、台北市產業總工會、新竹縣產業總工會、桃勤工會、基隆客運工會及一些大學生與教授也參與聲援。
最後，法官周建興決定停止強制拆除工作，自救會派出代表，在世新大學社發所教授陳信行的陪伴下至警方指揮中心進行談判。最後雙方同意給予廠內的23戶自救會成員共2000萬元的補償金，買主將在數週內將現金交到法院執行處。歷時9年多的抗爭至此告終。